# Páramo (Teverga)
Páramo (oficialmente Parmu en asturiano) es una parroquia asturiana del concejo de Teverga, en España, y un lugar de dicha parroquia. La parroquia eclesiástica correspondiente está bajo la advocación de san Justo y el templo parroquial se encuentra en el lugar de Páramo.

## Geografía
La parroquia tiene una extensión de 14,50 km², todos ellos con una pendiente superior al 20% y situados mayoritariamente por encima de los 800 m de altitud. El lugar de Páramo se sitúa a 820 metros de altitud, a orillas del río Valdesampedro, y se encuentra a 10,1 km del lugar de La Plaza, capital del concejo.

### Demografía
En el año 2016 la parroquia tenía una población empadronada de 104 habitantes, que se repartían entre los lugares de Páramo (80 hab.) y de Villa de Sub (24 hab.).
La evolución del número de habitantes empadronados en la parroquia, desde el año 2000 al 2016, es la siguiente:
| Gráfica de evolución demográfica de Páramo entre 2000 y 2016  |
|                                                               |
| - Población según padrón municipal de habitantes. Fuente INE. |

## Historia
Páramo junto con La Focella y Villa de Sub formó parte del Real Privilegio. La condición de hidalguía otorgada por el rey Bermudo III (1033) ha sido refrendada por los sucesivos monarcas. Las tres poblaciones llegaron a formar un concejo propio con ayuntamiento, cárcel y blasón e independientes de Teverga hasta el siglo XIX.

## Naturaleza
Muy próxima a Páramo encontramos la Cueva Huerta, declarada Monumento Natural de Asturias en el año 2002.

## Gastronomía
La calidad de los productos de la zona se hace patente en una gastronomía que resalta por su fabada, cabrito al horno con patatines, pote asturiano o tevergano, el pan de escanda, flanes de queso, casadiellas, requesón, borrachinos, cremas o arroz con leche.